# Martha Brae
Martha Brae, wieś położona w regionie Trelawny hrabstwa Cornwall, w północno-zachodniej części wyspy Jamajka nad rzeką o tej samej nazwie. 

## Historia
Założona w latach 60. XVIII wieku jako pierwsza osada plantatorów brytyjskich w tym regionie. Po roku 1838 zasiedlona przez Maronów. W 1771 roku osada została pierwszą stolicą regionu Trelawny.

## Atrakcje turystyczne
- rafting na rzece Martha Brae[1];